# Vergniaud (cuirassé)
Pour les articles homonymes, voir Vergniaud.
Le Vergniaud était un cuirassé de la marine française de la classe Danton construit à partir de 1908. Mis en service actif en septembre 1911, il fut désarmé en 1921 et détruit en 1928. Ce navire fut concerné par les mutineries de la mer Noire en 1919.

## Historique

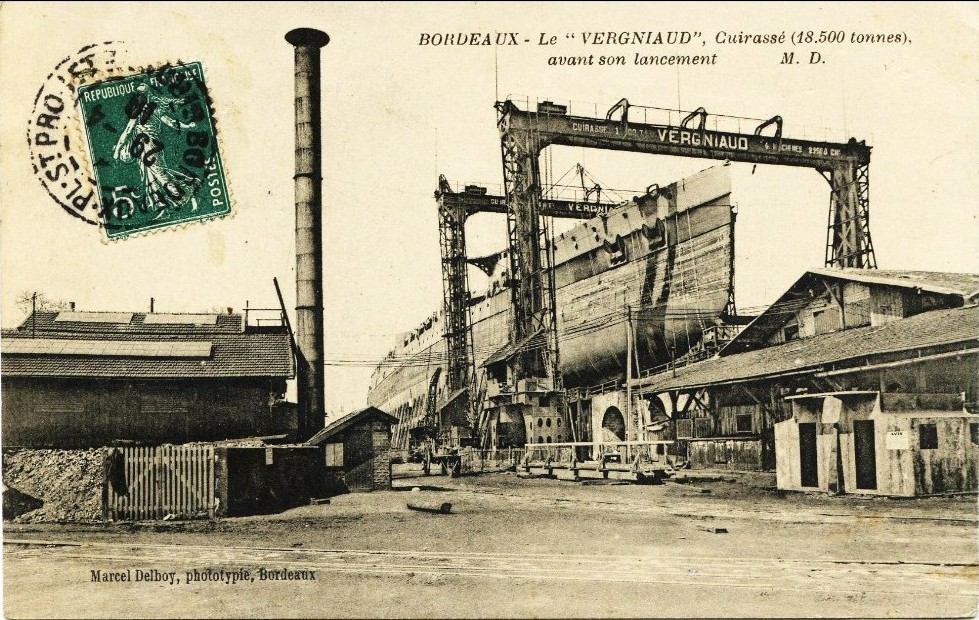
Le Vergniaud avant son lancement, dans son chantier de Lormont.

Il est nommé d'après Pierre Victurnien Vergniaud, un homme politique qui joua un rôle important pendant la Révolution française.

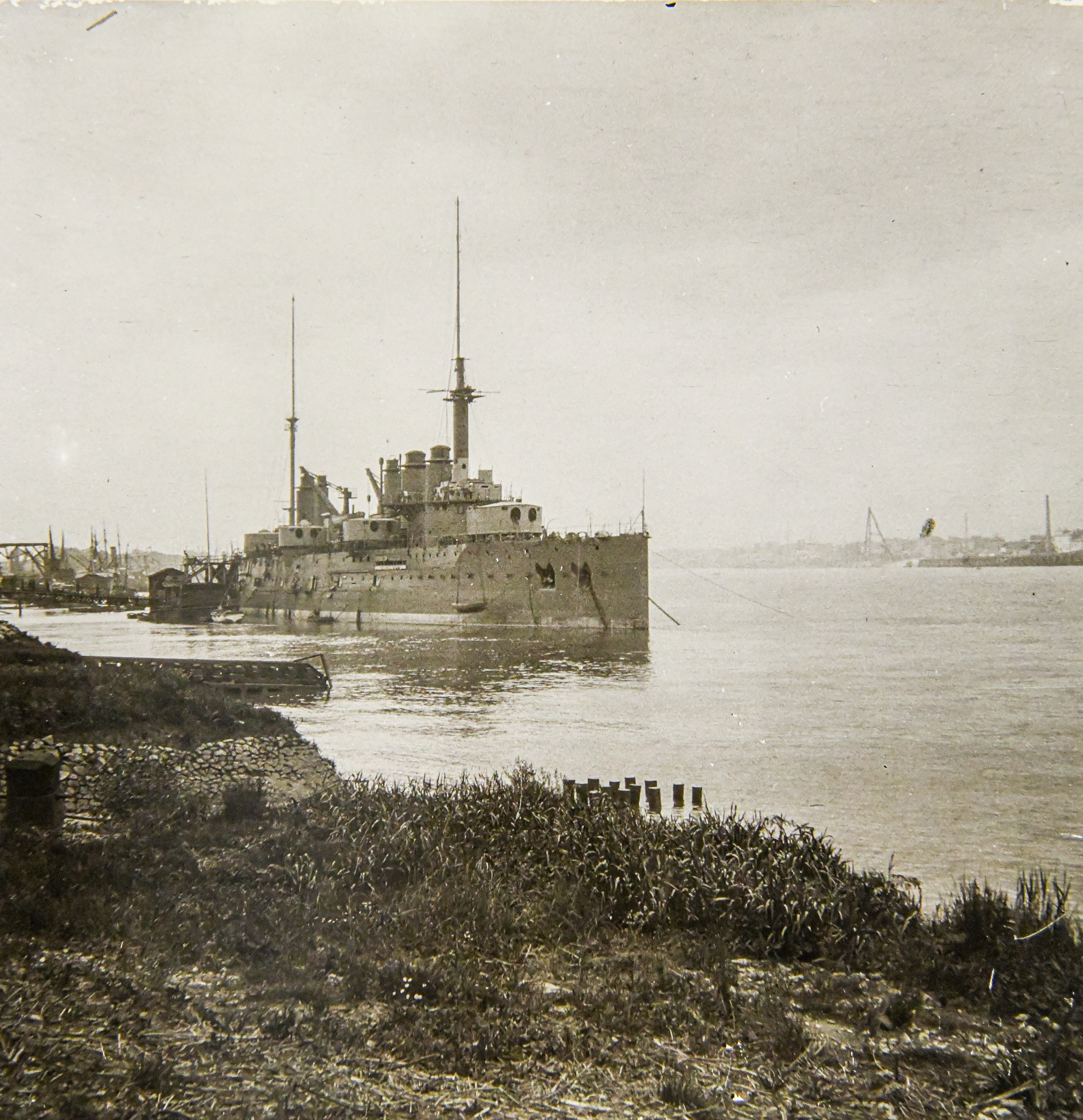
Lancement du Vergniaud (1910)

Commencée le 26 décembre 1906 aux Forges et Chantiers de la Gironde de Bordeaux, la construction du Vergniaud (pour un coût de 55 247 307 francs) a été concrétisée par sa mise sur cale en novembre 1907 et par son lancement le 12 avril 1909.
Achevé le 18 décembre 1911, le cuirassé a été affecté à la première division de la première escadre de la flotte de la Méditerranée lors de sa mise en service. Le bâtiment a participé aux manœuvres combinées de la flotte entre la Provence et la Tunisie en mai-juin 1913 et à la revue navale ultérieure passée par le président de la République, Raymond Poincaré le 7 juin 1913. Par la suite, le cuirassé a rejoint son escadre dans sa tournée de la Méditerranée orientale en octobre-décembre 1913 et a participé à l'exercice de grande flotte en Méditerranée, en mai 1914.

### Première Guerre mondiale

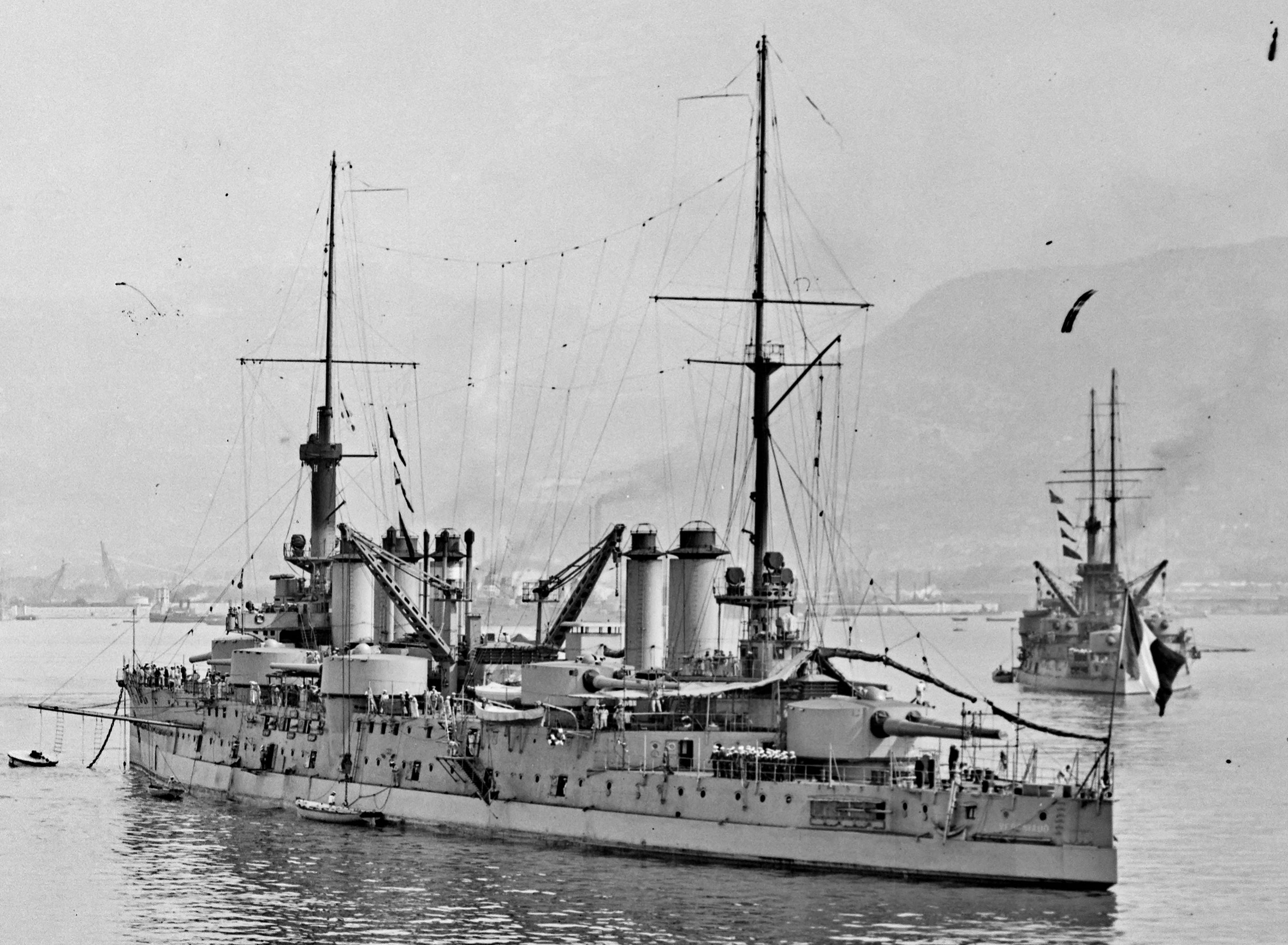
Le Vergniaud dans le port militaire de Toulon en mai 1914.

Au début de la guerre, le Vergniaud, avec son sistership Condorcet et le dreadnought Courbet, rechercha sans succès le croiseur de bataille allemand Goeben et le croiseur léger Breslau dans les parages des îles Baléares. Plus tard, il a escorté des convois de troupes d'Afrique du Nord vers la France avant de rejoindre ses  sistership à Malte.
Inclus dans la flotte franco-anglaise combinée sous le commandement de l'amiral Auguste Boué de Lapeyrère, le Vergniaud fit le 16 août 1914, avec cette force, un balayage de la mer Adriatique. Les bâtiments alliés rencontrent alors le croiseur austro-hongrois SMS Zenta, escorté par le destroyer SMS Ulan, bloquant la côte du Monténégro. Il y avait trop de bâtiments ennemis pour que le Zenta puisse s'échapper ; alors ce dernier est resté en arrière pour permettre au Ulan de s'échapper. Il a été coulé, au canon, pendant la bataille d'Antivari au large de Bar, au Monténégro.
Le Vergniaud était l'un des bâtiments qui ont bombardé Cattaro le 1er septembre et ont bloqué le détroit d'Otrante pour le reste de l'année et jusqu'en août 1915. Il a été basé à Malte et à Bizerte jusqu'en février 1916, date à laquelle il a rejoint Toulon.
Le Vergniaud a été transféré à la deuxième escadre le 27 mars 1916 et a repris ses anciennes fonctions de blocage du détroit d'Otrante depuis les bases d'Argostoli et de Corfou pendant la majeure partie du reste de la guerre,. Le 1er décembre 1916 à Athènes, le bâtiment a transféré une partie de son équipage vers son sistership Mirabeau à l'occasion de la tentative alliée d'obtenir l'acquiescement de la Grèce pour les opérations alliées en Macédoine. Le lieutenant de vaisseau chargé de son débarquement a été tué comme plusieurs autres hommes au cours de cette tentative.
Le cuirassé est brièvement passé au bassin à Toulon du 9 novembre 1917 à janvier 1918, puis est retourné à Corfou. Le Vergniaud a été transféré à Mudros en mai pour empêcher le Goeben de pénétrer en Méditerranée. Une chaudière a éclaté le 14 septembre, tuant quatre hommes et en blessant neuf autres. Après la signature de l'armistice de Mudros le 30 octobre entre les Alliés et l'Empire ottoman, le cuirassé a participé au début de l'occupation de Constantinople. Il est rentré à Toulon le 17 décembre pour une courte période d'entretien.

### Carrière d'après-guerre
Au début de 1919, le Vergniaud faisait partie des bâtiments stationnés au large de Sébastopol comme moyen allié de dissuasion contre les forces soviétiques qui empiétaient sur la ville pendant la guerre civile russe. Malgré le soutien allié, les forces russes blanches de la ville étaient dans une position apparemment désespérée et, en avril 1919, le haut commandement naval français ordonna aux bâtiments d'évacuer. Rejetant cela, le commandant de la deuxième escadre, le vice-amiral Jean-Françoise-Charles Amet, a tenté de faire intervenir ses forces dans les combats, tandis qu'une mutinerie éclatait sur plusieurs de ses bâtiments. Des marins fatigués par la guerre ont exigé de rentrer chez eux et l'impasse qui a suivi a abouti à une fusillade massive de marins manifestants. Quinze marins ont été blessés, mais un seul est mort, un marin du Vergniaud. L'équipage du cuirassé était jusqu'ici resté neutre dans le conflit mais il a rapidement rejoint les rangs des mutins les plus radicaux, déployant des bannières rouges en soutien aux forces bolcheviques. L'impasse de quatre jours s'est terminée par une victoire pour les marins : les bâtiments ont été retirés de la mer Noire et le Vergniaud est rentré en France. Le cuirassé est parti le 29 avril, remorquant le navire marchand SS Jérusalem à Constantinople.

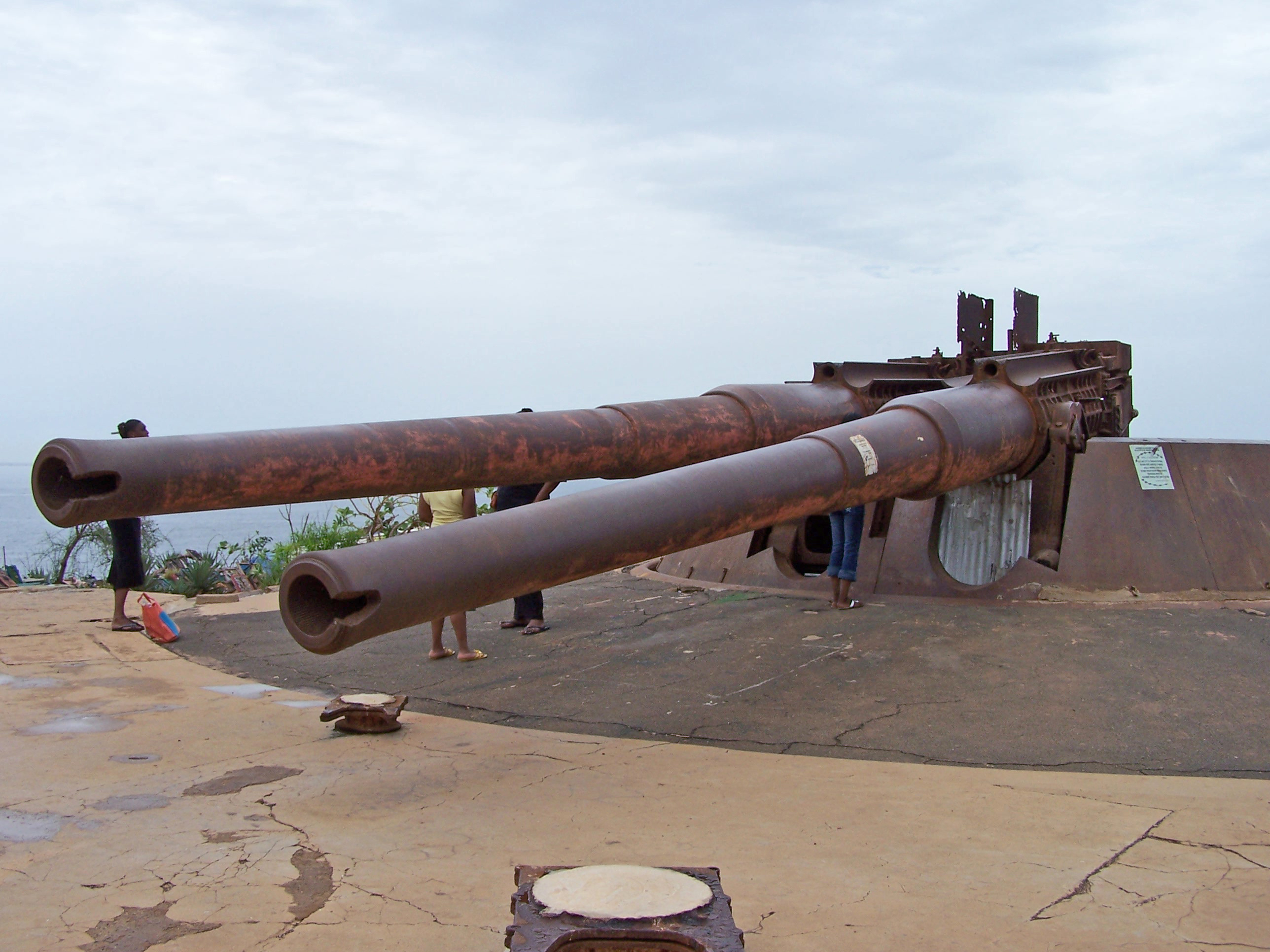
Une paire survivante de canons 240 mm / 50 Modèle 1902 du Vergniaud qui a été installée sur l'île de Île de Gorée in Senegal

Le Vergniaud a été basé à Beyrouth de mai à août 1919 pour surveiller les activités turques au large des côtes de Palestine, du Liban et de Syrie. Il est arrivé à Toulon le 6 septembre et a été placé en réserve spéciale le 1er octobre. Le cuirassé fut par la suite jugé en mauvais état, mis hors service en juin 1921 et condamné le 27 octobre. Il a été désarmé en 1922. Neuf de ses canons de 240 mm ont été installés comme batteries de défense côtière autour de la ville portuaire de Dakar, au Sénégal. Deux des canons et leurs barbettes étaient situés sur l'île de Gorée; en raison de leur importance, ils sont devenus connus sous le nom de "Les canons de Navarone" d'après le film éponyme de 1961 Les canons de Navarone. En 1940, les batteries du port ont forcé une flotte alliée à se retirer du port français (contrôlé par Vichy) pendant la bataille de Dakar.
Le Vergniaud est devenu un bâtiment cible et a été utilisé jusqu'en 1926 pour évaluer les effets des gaz toxiques et des bombes. Il a été répertorié pour condamnation le 5 mai 1927 et a été vendu pour démantèlement le 27 novembre 1928 pour le prix de 5 623 123 francs. Un monument à la mémoire des mutins français de 1919 a été érigé par les Soviétiques à Sébastopol, sur la place Morskaïa où le marin du Vergniaud ' a été tué.